# Gymnadenia borealis
Cẩm nha phương Bắc (danh pháp hai phần: Gymnadenia borealis) là một loài thực vật có hoa trong họ Lan. Loài này được (Druce) R.M.Bateman, Pridgeon & M.W.Chase mô tả khoa học đầu tiên năm 1997.